# NGC 297
NGC 297 ist eine elliptische cD-Galaxie vom Hubble-Typ E3 im Sternbild Walfisch südlich der Ekliptik. Sie ist schätzungsweise 683 Millionen Lichtjahre von der Milchstraße entfernt und hat einen Durchmesser von etwa 60.000 Lichtjahren. 

Im selben Himmelsareal befinden sich u. a. die Galaxien NGC 293 und NGC 298.
Das Objekt wurde am 27. September 1864 von dem deutschen Astronomen Albert Marth entdeckt.